# The Southerner
The Southerner (bra: Amor à Terra; prt: A Semente do Ódio, ou Semente de Ódio) é um filme norte-americano de 1945, do gênero drama, dirigido por Jean Renoir, com roteiro baseado no romance ''Hold Autumn in Your Hand, de George Sessions Perry.

## Produção

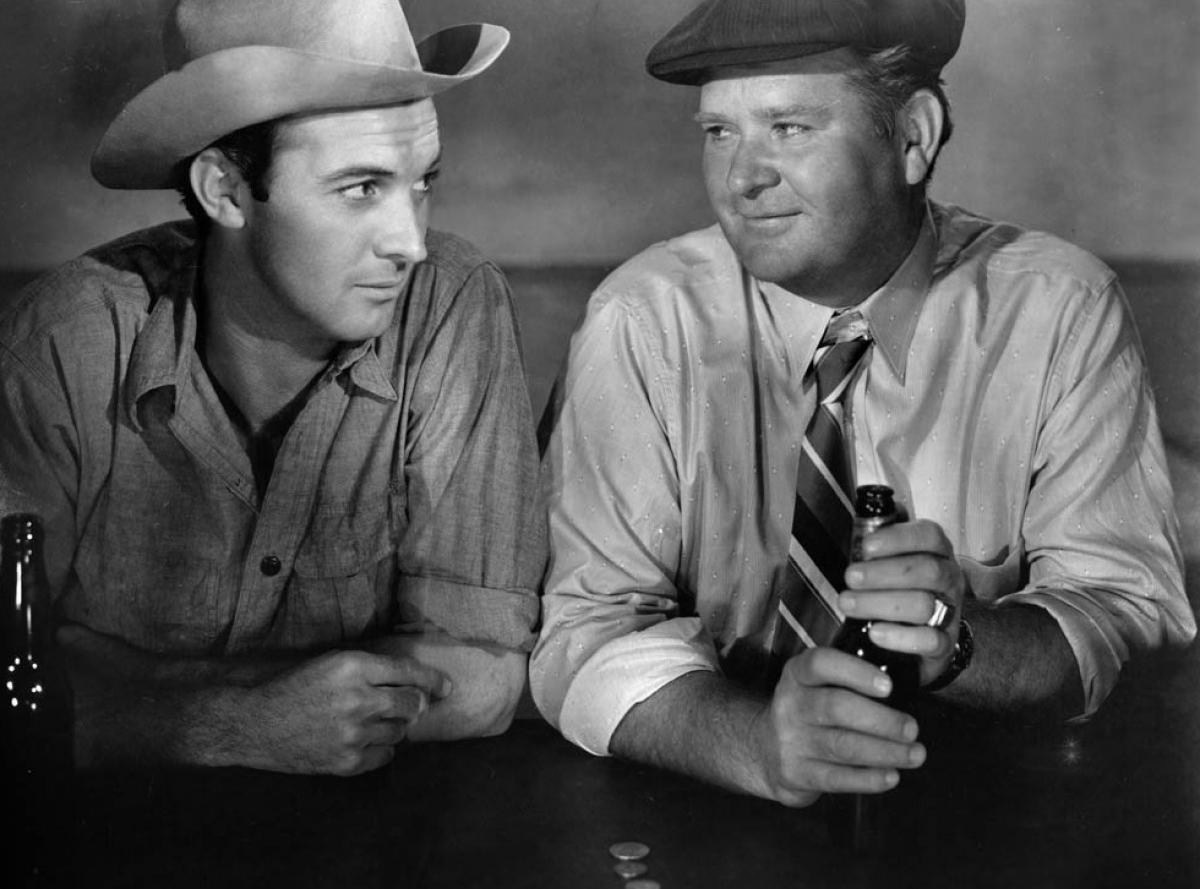
Zachary Scott e Charles Kemper em cena do filme. O papel de protagonista ficou com Scott após a recusa de Joel McCrea.

Jean Renoir dirigiu seis filmes durante os sete anos em que ficou em Hollywood. Desses, The Southerner é o único bem-recebido pela crítica e o único sucesso de público. Também é (possivelmete) seu melhor momento no país, seu melhor filme da década de 1940, o único com o mesmo sentimento e intensidade dos seus filmes franceses e, por fim, seu filme norte-americano favorito.
Rodado nos campos de algodão do Vale de San Joaquin, o filme mostra a dureza da vida rural, com um realismo raramente visto nas telas. Em vez dos personagens estereotipados, comuns em Hollywood, os agricultores do filme são egoístas, ignorantes e mesquinhos, e mais atrapalham do que ajudam o protagonista.
O romance Hold Autumn in Your Hand, publicado em 1941, venceu o National Book Award. Na elaboração do roteiro, Renoir obteve a ajuda de William Faulkner e também de Zachary Scott, que foi criado em uma fazenda do Texas, o que trouxe maior precisão aos detalhes.
O filme deu a Renoir sua única indicação ao Oscar de melhor direção. Também o som e a música foram lembrados pela Academia. Seu maior feito, contudo, foi ter abocanhado o primeiro Leão de Ouro do Festival de Veneza.[carece de fontes?]

## Sinopse

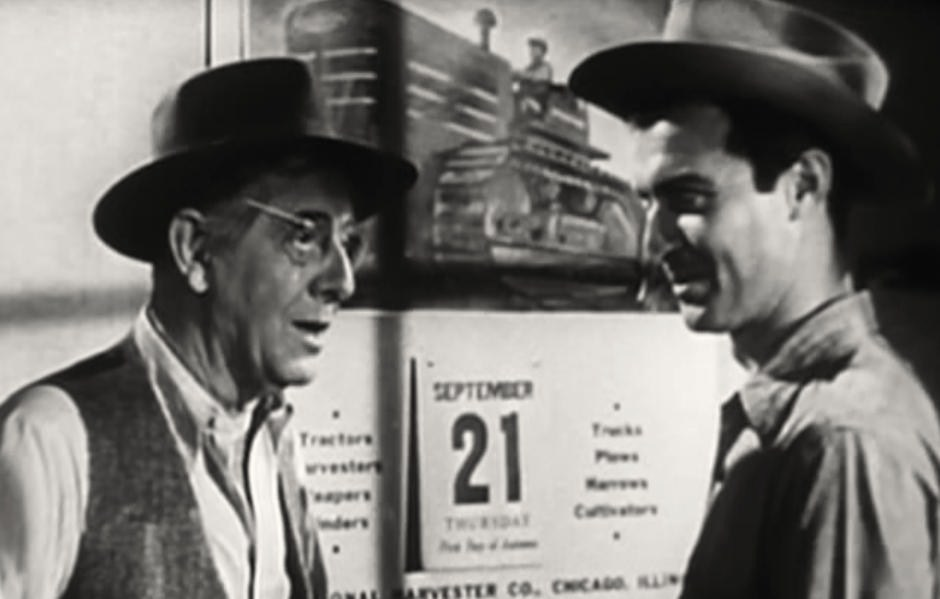
Paul Harvey e Zachary Scott noutra cena do filme. Harvey atuou no cinema e na televisão de 1915 até fins da década de 1950.

Um ano na vida do agricultor Sam Tucker. Cansado de trabalhar para os outros, ele leva a mãe, a esposa Nona e o filho pequeno até um pedaço de terra arruinada, onde constrói sua cabana e tenta plantar algodão. Apesar de ter de lutar contra um vizinho maldoso, os elementos da Natureza e  a desnutrição, ele não desiste.

## Prêmios e indicações
| Prêmio             | Categoria            | Recipiente     | Situação                  |
| ------------------ | -------------------- | -------------- | ------------------------- |
| Oscar 1946         | Melhor direção       | Jean Renoir    | Indicado                  |
| Oscar 1946         | Melhor trilha sonora | Werner Janssen | Indicado                  |
| Oscar 1946         | Melhor som           | Jack Whitney   | Indicado                  |
| Festival de Veneza | Leão de Ouro         |                | Venceu[carece de fontes?] |

## Elenco
| Ator/Atriz      | Personagem      |
| --------------- | --------------- |
| Zachary Scott   | Sam Tucker      |
| Bett Field      | Nona Tucker     |
| J. Carrol Naish | Devers          |
| Beulah Bondi    | Vovó Tucker     |
| Percy Kilbride  | Hermie          |
| Charles Kemper  | Tim             |
| Blanche Yurka   | Mamãe Tucker    |
| Norman Lloyd    | Finlay          |
| Estelle Taylor  | Lizzie          |
| Paul Harvey     | Ruston          |
| Noreen Nash     | Becky Devers    |
| Jack Norworth   | Doutor White    |
| Nestor Paiva    | Bartender       |
| Paul e. Burns   | Tio Pete Tucker |
| Jay Gilpin      | Jot Tucker      |